# دودانکومبورا
دودانکومبورا (به لاتین: Dodankumbura) یک منطقهٔ مسکونی در سری‌لانکا است که در استان مرکزی (سری‌لانکا) واقع شده‌است.